# Trichacis howensis
Trichacis howensis är en stekelart som beskrevs av Alan Parkhurst Dodd 1924. Trichacis howensis ingår i släktet Trichacis och familjen gallmyggesteklar. Inga underarter finns listade i Catalogue of Life.